# 1940 ve fotografii
Tento článek obsahuje významné fotografické události v roce 1940.

## Události
- Muzeum moderního umění (MoMA) v New Yorku ve Spojených státech je jedním z prvních muzeí umění na světě, které má zvláštní oddělení věnované fotografii, založené Beaumontem Newhallem. To velmi přispělo k uznání fotografie jako umění samo o sobě a mělo velký vliv na přijímání fotografií jinými muzei po celém světě.

## Narození v roce 1940
- 1. ledna – Hadžime Sawatari, japonský fotograf a kameraman, který se inspiroval Alenkou Lewise Carrolla († ?)
- 10. ledna – Algimantas Žižiūnas, litevský fotograf, pracoval v oblasti portrétu, etnografie, dokumentu a fotožurnalistiky († 15. února 2023)
- 12. února – Hilda Misurová-Diasová, česká fotografka a manželka fotografa Pavla Diase († 18. června 2019)
- 18. února – Jean-Marie Périer (skutečné jméno Jean-Marie Pillu), francouzský fotograf († ?)
- 22. února – Billy Name (skutečné jméno Billy Linich ), americký fotograf, filmař a světelný designér († 18. července 2016)
- 4. března – Jaroslav Luzum, český fotograf a tenisový trenér, spolupracoval se skupinou Fotos († 2018)
- 20. března – Mary Ellen Mark, americká fotografka († 25. května 2015)
- 25. března – Zseni Jungová, maďarská fotografka, významná osobnost současného portrétu a fotografie aktu, její obrazy - ať už zátiší, akty, krajiny - mají lyrickou atmosféru a jsou bohaté na emoce
- 4. dubna – Michael Ruetz, německý fotograf, umělec a spisovatel († 2. prosince 2024)
- 13. dubna – Karol Benický, slovenský fotograf, nakladatel († 2. srpna 2011)
- 15. dubna – Catherine Deudon, francouzská fotografka († ?)
- 17. dubna – John Downing, britský fotograf († 8. dubna 2020)
- 3. května – Jaroslav Rajzík, český fotograf, výtvarník a vysokoškolský pedagog
- 10. května – Antonín Suchan, český sochař, řezbář a fotograf, který významně přispěl k obohacení kulturního života v Šumperku a jeho okolí († 6. prosince 2020)
- 12. května – Konrad Pollesch, polský fotograf († ?)
- 17. května – Valie Export, rakouská výtvarnice, fotografka, performerka, filmařka a vysokoškolská pedagožka
- 15. května – Malcolm Le Grice, 84, britský umělec, filmař a fotograf († 6. prosince 2024)
- 25. května – Nobujoši Araki, japonský fotograf († ?)
- 25. května – József Tóth, maďarský karikaturista, fotoeditor, reklamní a ilustrační fotograf († ?)
- 5. června – Michael Meyersfeld, jihoafrický výtvarný fotograf žijící a pracující v Johannesburgu
- 14. června – Helena van der Kraan-Maazel, nizozemská sochařka, malířka a fotografka původem z Prahy († 14. června 2020)
- 11. června – Pavel Vácha, český fotograf († 12. února 2021)
- 5. července – Chuck Close, americký vizuální umělec, malíř a fotograf († 19. srpna 2021)
- 25. července – Lourdes Grobetová, mexická sportovní fotografka, převážně bojovníků lucha libre († 15. července 2022)
- 26. července – Gille de Vliegová,  jihoafrická fotografka a aktivistka proti apartheidu, její snímky pokrývají: odebírání půdy, životní styl na venkově a v městysu, genderový životní styl, kampaň proti obtěžování, policejní násilí, protesty proti trestu smrti, proti začlenění do Bophuthatswany; Release Mandela Campaign, pohřby, odpůrci vojenské služby, děti ulice a bezdomovci.
- 8. srpna – Just Jaeckin, 82, francouzský režisér, fotograf a sochař († 6. září 2022)
- 24. srpna – Colita, španělská fotografka se specializací na tanec, portréty a novinářskou fotografii († 31. prosince 2023)
- 22. září – Li Čen-šeng, čínský fotograf († 23. června 2020)
- 3. října – Roman Erben, básník, esejista, výtvarník, fotograf, designér a typograf († ?)
- 5. října – John Byrne Cooke, americký spisovatel, hudebník a fotograf († 3. září 2017)
- 8. října – Jiří Horák, český fotograf, člen fotografické skupiny EPOS
- 3. prosince – Kišin Šinojama, japonský fotograf známý svými portréty a dívčími akty († 4. ledna 2024)
- 8. prosince – Jean-Paul Goude, francouzský fotograf († ?)
- 30. prosince – Larisa Peděnčuková, sovětská a ruská umělecká fotografka, fotografka Velkého divadla († 19. srpna 2023)
- 31. prosince – Tim Considin, novinář, sportovní fotograf a americký režisér († ?)
- ? – Giuseppe Pino, italský portrétní a módní fotograf († 13. září 2022)
- ? – David McCabe, britský módní fotograf († 17. března 2021)
- ? – Klaudius Viceník, slovenský biokybernetik, filosof a fotograf († 17. března 1999)
- ? – Goró Nakamura, japonský fotograf († ?)
- ? – Arturo Mari, italský fotograf († ?)
- ? – Virgil Brill, francouzský fotograf († ?)
- ? – Ismo Hölttö, finský fotograf († ?)

## Úmrtí v roce 1940
- 23. ledna – Johan Meyer, norský profesor architektury a fotograf (* 29. října 1860)
- 19. února – Karen Bratli, norská fotografka (* 13. září 1859)
- 2. března – Charlotte Barthová, norská fotografka působící v ateliéru v Lillehammeru od roku 1870 asi do roku 1889 (1. ledna 1862)
- 16. března – Josef Anton Trčka, fotograf, malíř, grafik, sochař (* 7. září 1893)
- 9. dubna – Alphonse de Nussac, francouzský fotograf (* 4. prosince 1858)
- 24. dubna – Adriaan Boer, nizozemský fotograf (* 11. března 1875)
- 30. dubna – Frans Engström, finský ateliérový fotograf a kameraman švédského původu (* 14. října 1873)
- 13. srpna – Emma Turner, anglická ornitoložka a průkopnice fotografování ptáků, velkou část svého života zasvětila pozorování, fotografování, přednáškám a psaní o ptácích a prosazování jejich ochrany (* 9. června 1867)
- 22. srpna – Mary Vauxová Walcottová americká malířka, fotografka a přírodovědkyně, známá svými akvarelovými obrazy volně rostoucích květin (* 31. července 1860)
- 29. září – Rafail Levickij, ruský malíř a fotograf (* 5. srpna 1847)
- 12. října – Ruth Harriet Louise, americká fotografka (* 13. ledna 1903)
- 15. října – Sophus Juncker-Jensen, dánský fotograf (* 16. února 1859)
- 3. listopadu – Lewis Hine, americký fotograf (* 26. září 1874)
- 11. prosince – Edith Barakovichová, rakouská společenská, portrétní a módní fotografka (* 14. února 1896)
- ? – Eleazar Michajlovič Langman, sovětský fotograf (* 1895)
- ? – Paul Louis Steenhuizen, nizozemský preparátor zvířat a fotograf ptáků, průkopník tohoto typu fotografie v Nizozemsku (* 18. září 1870 – 21. října 1940)
- ? – Adolphe Burdet, nizozemský fotograf a filmař, známý svými filmy a fotografiemi ptáků (* 19. září 1860 – 1. srpna 1940)